# بیوچین
بیوچین (به صربی: Biočin) یک منطقهٔ مسکونی در صربستان است که در Raška واقع شده‌است. بیوچین ۵۰ نفر جمعیت دارد.